# Chinguetti Airlines
Chinguetti Airlines es una aerolínea con base en Mauritania.

## Códigos
- Código ICAO: CGU
- Callsign: CHINGUETTI

- Datos: Q5640170